# 加登格羅夫鎮區 (密蘇里州克里斯蒂安縣)
加登格羅夫鎮區（英語：Garden Grove Township）是位於美國密蘇里州克里斯蒂安縣的一個行政鎮區。

## 地方資料
加登格羅夫鎮區的面積為11.64平方千米，當中陸地面積為11.61平方千米，而水域面積為0.03平方千米。根據2020年美國人口普查的數據，當地共有人口3419人，而人口密度為每平方千米293.73人。